# Ordnungsmuster
Das Ordnungsmuster oder ordinales Muster einer Folge von Werten beschreibt das Auf und Ab der Werte in der Folge. So erhält man z. B das Ordnungsmuster der Folge (4,6,2) wie folgt: Das größte Element, 6, steht an der zweiten, das nächstkleinere, 4, an der ersten, und das kleinste Element, 2, an der dritten Stelle – daher ist das Ordnungsmuster dieser Folge (2,1,3). Dieses Vorgehen hat eine Bedeutung in der Informationstheorie, der dynamischen Symbolisierung von Zeitreihen und einer darauf aufbauenden Zeitreihenanalyse.

## Definition
Ein Vektor {\displaystyle (v_{1},...,v_{d})\in \mathbb {R} ^{d}} hat das Ordnungsmuster {\displaystyle (r_{1},...,r_{d})\in \mathbb {N} ^{d}}, falls {\displaystyle v_{r_{1}}\geq v_{r_{2}}\geq ...\geq v_{r_{d}}}  und {\textstyle r_{l-1}>r_{l}}, falls {\displaystyle v_{r_{l-1}}=v_{r_{l}}}.

## Beispiel
Gegeben sei die Folge {\displaystyle (3,8,6,1,5,3,9)}. Dann ist {\displaystyle r_{1}=7} (weil das größte Element der Folge, die 9, an der letzten, der siebten Stelle der Folge steht und somit Rang 1 besitzt, der Größe nach absteigend). Weiter ist {\displaystyle r_{2}=2},{\displaystyle r_{3}=3}, {\displaystyle r_{4}=5}. Das nächstkleinere Element, die 3, gibt es zweimal in der Folge, also kommt {\displaystyle r_{5}=1} oder {\displaystyle r_{5}=6} in Betracht. Wegen 6 > 1 gilt nach dem zweiten Teil der obigen Definition {\displaystyle r_{5}=6} und {\displaystyle r_{6}=1}. Weiter gilt {\displaystyle r_{7}=4}, weil die 1, das kleinste Element der gegebenen Folge, an vierter Stelle steht.
Das Ordnungsmuster der ursprünglichen Folge ist also {\displaystyle (7,2,3,5,6,1,4)}.
Natürlich gibt es viele verschiedene Folgen, die dasselbe Ordnungsmuster haben: So ist z. B.das Ordnungsmuster der Folge {\displaystyle (34,230,187,15,38,34,255)} auch wie beim obigen Beispiel {\displaystyle (7,2,3,5,6,1,4)}.